# Fais Municipality
Fais Municipality är en kommun i Mikronesiska federationen.   Den ligger i delstaten Yap, i den västra delen av landet, 2 000 km väster om huvudstaden Palikir. Antalet invånare är 215.
Följande samhällen finns i Fais Municipality:
- Fais
- Fais Village